# Alkovåld
Alkovåld är det alkoholrelaterade våldet, det våld som utförs av alkoholpåverkade förövare och som kan reduceras med striktare alkoholregler. Ordet lanserades av nykterhetsorganisationen IOGT-NTO med kampanjen Minska alkovåldet, som inleddes 2008. Med alkovåld avses allt från en örfil till grov misshandel, eller kvinno/mansmisshandel, barnmisshandel och våldtäkt. Enligt brottsförebyggande rådet, BRÅ, var gärningsmännen berusade i mer än 70 procent av fallen vid misshandel.